# نیکنیکه وروباراوو
نیکنیکه وروباراوو (انگلیسی: Nikenike Vurobaravu؛ زادهٔ ۳ دسامبر ۱۹۵۱) سیاستمدار اهل وانواتو است. او از ۲۳ ژوئیه ۲۰۲۲، رئیس‌جمهور این کشور است.